# Tetris Battle Gaiden
Tetris Battle Gaiden est un jeu vidéo de puzzle sorti en 1993 sur Super Famicom. Il a été développé et édité par Bullet-Proof Software. Il s'agit d'une variante de Tetris.

## Système de jeu
Deux joueurs s'affrontent sur des tableaux de jeu séparés. Une partie se déroule en 2 rounds. La fin d'un round est prononcée lorsque l'un des joueurs atteint le haut de l'aire de jeu. Les deux joueurs piochent leur tetramino dans une réserve de pièces communes. Les pièces sont aléatoirement parsemées de blocs spéciaux. Lorsqu'une ligne disparaît, ce bloc est ajouté à la réserve de blocs située sur le côté de l'aire de jeu. Il est possible pour chacun des joueurs de dépenser ces blocs afin de lancer une attaque spéciale. Cette attaque spéciale peut modifier la disposition de l'empilement de blocs de l'adversaire ou sa réserve de blocs. L'effet de cette attaque spéciale varie selon le nombre de blocs que le joueur a à disposition au moment de lancer l'attaque, et selon le personnage que le joueur a décidé d'incarner.